# Karl von Leoprechting
Karl Freiherr von Leoprechting (* 17. Dezember 1818 in Mannheim; † 20. Januar 1864 ebenda), Volkskundler und Genealoge, lebte in Mannheim, wo sein Vater als bayerischer Major arbeitete, in München, in Pöring bei Landsberg am Lech und Neuötting. 

## Herkunft
Er entstammte dem alten bayerischen Adelsgeschlecht von Leoprechting. Sein Vater war August von Leoprechting (* 22. Juli 1789; † 21. September 1863), Grundherr zu Altwiesloch und Bayertal in Baden, kgl. bayr. Major, seine Mutter Anna, Baronesse Petit des Landes et de Maubuisson (* 26. April 1796; † 28. März 1833), stammte aus der altfranzösischen Familie der Barone von Maubuisson, die die Eulenburg in Worms besaß.

## Leben
Karl von Leoprechting besuchte in Mannheim das Lyceum, in Heidelberg das Kaiser’sche Institut und die landwirtschaftliche Schule in Wiesbaden. Er machte in den Jahren 1839 bis 1842 eine große Cavalier-Tour durch Italien, Sizilien, Spanien, Frankreich, Holland und Belgien. Später folgten Reisen durch Österreich und Ungarn. Ein Versuch, in das bayerische Militär einzutreten, musste wegen eines Herzleidens aufgegeben werden. Im Jahre 1844, er lebte damals als kgl. Kammerjunker in München, kaufte er das Schloss Pöring in Pitzling, heute einem Ortsteil von Landsberg am Lech, wo er mit enormer Energie den Capitalstock zu seinen handschriftlichen Studien sammelte. Er ließ das Schloss umbauen und renovieren und erwarb für die Schloßkirche zwei Seitenaltäre. Die zum Schloss gehörende Landwirtschaft ließ er durch einen Pächter bewirtschaften. 1855 erwarb er ein Herrenhaus bei Neuötting, 1857 verkaufte er das Schloss Pöring.
Leoprechtings Interesse für historische und volkskundliche Themen wurde durch den Geheimrat von Lamezan, einem Bekannten des Großvaters mütterlicherseits, geweckt.
Aus Lust und Freude an alten Geschichten, die er in Wirtshausstuben hörte, verfasste er sein bestes Werk Aus dem Lechrain. Zur deutschen Sitten- und Sagenkunde. Das Buch erschien 1855 in München. Es diente vielen Sagensammlungen als Quelle und wird häufig im Handwörterbuch des deutschen Aberglaubens von Hanns Bächtold-Stäubli zitiert. Es gilt als ein Musterwerk für die deutsche Sitten- und Sagenforschung. Es spiegelt sich darin der ganze religiöse Hausbedarf und Aberglaube wider, der, wie Leoprechting in Anlehnung an die Brüder Grimm glaubte, aus grauer Heidenzeit vererbt wurde. Er führte somit Gebräuche, Feste und Lebensweisen in die Kulturgeschichte ein.
1854 wurde Leoprechting Ritter des St. Georgen-Ordens. 1863 wurde er Distriktrat und Landwehrmajor in Neuötting. Karl von Leoprechting starb am 20. Januar 1864 auf einer Reise nach Mannheim.

## Familie
Im Jahr 1848 heiratete er die ungarische Gräfin Franziska Erdödij von Monyorókerék und Monoszló. 1849 kam ihr einziges Kind, Ernst-Wolfgang Freiherr von Leoprechting, zur Welt. 1854 [?] verkaufte er sein Schloss und zog letztendlich nach Neuötting.

## Werke
- Aus dem Lechrain. Zur deutschen Sitten- und Sagenkunde. Literarisch-artistische Anstalt, München 1855 (urn:nbn:de:bvb:12-bsb10388087-2).